# Министерство иностранных дел Грузии
Министерство иностранных дел Грузии (груз. საქართველოს საგარეო საქმეთა სამინისტრო) отвечает за сеть взаимоотношений с иностранными государствами. Министерство иностранных дел находится в д. 4 на улице Шио Читадзе в Тбилиси, Грузия.

## История
Это ведомство впервые появилось в грузинской политике в 1918 году, когда первый лидер Демократической Республики Грузии Ной Жордания сформировал первый кабинет Грузии.

## Руководство
Министры иностранных дел Грузинской Демократической Республики:
- Чхенкели, Акакий Иванович (26 мая 1918 г. — ноябрь 1918 г.)[1];
- Гегечкори, Евгений Петрович (ноябрь 1918 г. — ноябрь 1921 г.).

Народные комиссары иностранных дел Грузинской ССР:
- Сванидзе, Александр Семёнович (1921—1923 г.г.);

В период 1923—1944 г.г. Наркомат иностранных дел Грузинской ССР ликвидирован
- Кикнадзе, Георгий Иванович (1944 — 1946 г.г.).

Министры иностранных дел Грузинской ССР:
- Кикнадзе, Георгий Иванович (1946 — 1953 г.г.);
- Гигошвили, Арчил Александрович (1953 — 1954 г.г.);
- Кучава, Митрофан Ионович (1954 — 1962 г.г.);
- Гигошвили, Арчил Александрович (1962 — 1969 г.г.);
- Чоговадзе, Георгий Ираклиевич (1969 — 1970 г.г.);
- Пруидзе, Реваз Яковлевич (1970 — 1970 г.г.);
- Кикнадзе, Шалва Давидович (1970 — 1979 г.г.);
- Горделадзе, Теймураз Николаевич (1979 — 1981 г.г.);
- Джавахишвили, Георгий Дмитриевич (1 января 1985 г. — 1 января 1990 г.);
- Хоштария, Георгий (26 ноября 1990 г. — 9 апреля 1991 г.).

Министры иностранных дел Грузии:
- Хоштария, Георгий (9 апреля — 15 сентября 1991 г.);
- Оманидзе, Мурман (15 сентября  — 31 декабря 1991 г.);
- Чикваидзе, Александр Давидович (1 марта 1992 г. — 21 декабря 1995 г.);
- Менагаришвили, Ираклий Афиногенович (15 декабря 1995 г. — 29 ноября 2003 г.);
- Антадзе, Мераб (29 ноября 2003 г. — 30 ноября 2003 г.);
- Джапаридзе, Тедо Зурабович (30 ноября 2003 г. — 20 марта 2004 г.);
- Зурабишвили, Саломе (20 марта 2004 г. — 19 октября 2005 г.);
- Бежуашвили, Гела Робертович (19 октября 2005 г. — 31 января 2008 г.);
- Бакрадзе, Давид Шукриевич (31 января 2008 г. — 24 апреля 2008 г.);
- Вашадзе, Григол (24 апреля 2008 г. — 5 мая 2008 г.);
- Ткешелашвили, Эка (5 мая 2008 г. — 6 декабря 2008 г.);
- Вашадзе, Григол (6 декабря 2008 г. — 25 октября 2012 г.);
- Панджикидзе, Майя (25 октября 2012 г. — 5 ноября 2014 г.);
- Беручашвили, Тамара (11 ноября 2014 г. — 1 сентября 2015 г.);
- Квирикашвили, Георгий Джемалович (1 сентября 2015 г. — 30 декабря 2015 г.);
- Джанелидзе, Михаил (30 декабря 2015 г. — 21 июня 2018 г.)
- Давид Залкалиани (21 июня 2018 г.[2] — 4 апреля 2022 г.)